# 마르시루트카

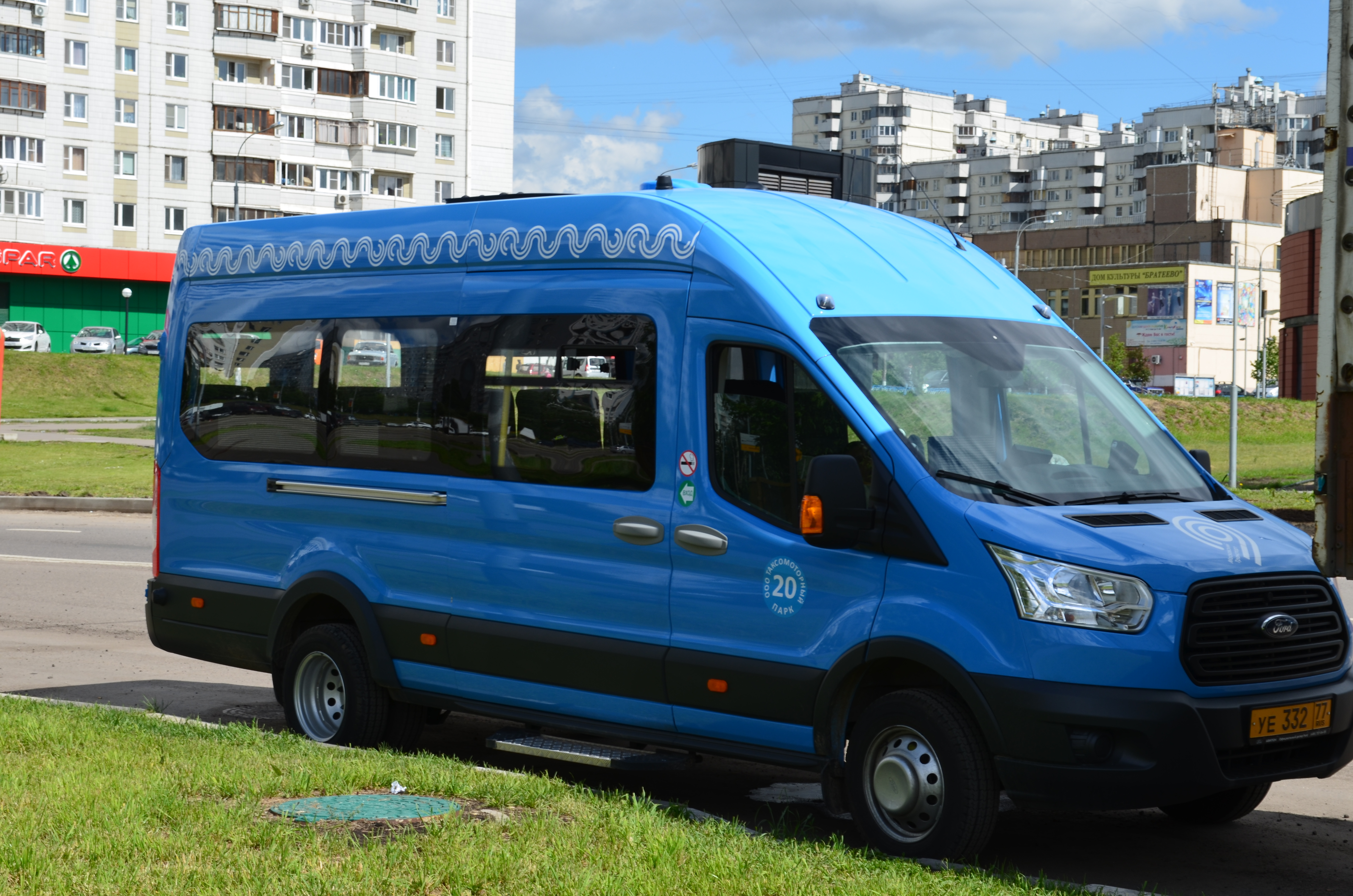
모스크바에서의 마르시루트카

마르시루트카(маршрутка)는 구 소련권과 동유럽의 승합택시다. 일반적으로 밴 차량을 사용하는 마르시루트카는 만석이어야만 출발하고 버스보다 요금이 비싸다. 탑승객은 차량이 만석이 아니면 노선상 어느 곳에서나 승차할 수 있다. 요금은 일반적으로 탑승하면서 내고 기사 옆 승객은 다른 승객의 요금을 걷고 거스름돈을 준다.

## 같이 보기
- 승합 택시
- 홍콩 미니버스